# William Rawls
Pour les articles homonymes, voir Rawls.
William A. Rawls, dit Bill, est un personnage fictif de la série Sur écoute (The Wire), joué par John Doman. 
Il débute dans la première saison de la série en tant que chef de la brigade des homicides de Baltimore, au grade de commandant de district, et finit par atteindre à la fin de la cinquième saison la fonction de chef de la police d'État du Maryland.

## Évolution du personnage

### Première saison
Bill Rawls dirige la brigade des homicides de Baltimore. Il est montré dès le premier épisode de la série comme un commandant carriériste, soucieux de se faire bien voir par ses supérieurs. Il est particulièrement soucieux du taux de classement des affaires de son service. 
Sa première scène dans la série concerne un échange avec l'inspecteur Jimmy McNulty. Ce dernier, après s'être rendu au procès de D'Angelo Barksdale (en), déclaré non coupable d'homicide par le jury à la suite de la corruption d'un des témoins, a dévoilé au juge Daniel Phelan quelques informations sur le clan Barksdale, insinuant que toute la police est au courant des agissements de ce dernier, mais qu'elle ne semble pas réellement en mesure de s'en occuper. Le juge Phelan, ami de McNulty, alerte la presse, ce qui met la police de la ville dans une position fragile. Le préfet adjoint, Ervin H. Burell, a donc demandé des comptes à William Rawls, faisant passer ce dernier pour un incompétent. William Rawls n'ayant pas apprécié, il a convoqué McNulty pour une entrevue au cours de laquelle il passa un véritable savon à son inspecteur. 
Les agissements du juge Phelan ayant forcé la police à lancer une opération de grande envergure, via un détachement, afin de coincer le gang Barksdale, William Rawls envoie McNulty en détachement, ainsi qu'un autre inspecteur des homicides, nommé Santangelo. Ce dernier est secrètement chargé de rapporter à Rawls toute action susceptible de faire virer McNulty de la police.
William Rawls a également fait pression sur le préfet adjoint afin de pouvoir arrêter un suspect dans une affaire résolue par son service. Cependant, l'opération étant susceptible de griller l'enquête Barksdale, il se retrouve confronté au lieutenant Cedric Daniels, chargé de l'enquête, et mis au courant par McNulty. Le préfet adjoint tranche en faveur de Daniels, ce qui accentua la rancœur de Rawls contre McNulty.
Finalement, quand l'aspect « drogue » de l'affaire Barksdale est élucidé, les inspecteurs du détachement se mettent à suivre l'argent lié à cette organisation de trafiquants. Ils découvrent plusieurs suspects importants (hommes politiques notamment), et McNulty demande l'aide du FBI pour mener à bien les poursuites. Après avoir essuyé un refus, McNulty insulte les fédéraux, ce qui revient aux oreilles de Rawls. Ce dernier envoie donc, sur conseil du Sergent Jay Landsman, McNulty dans une nouvelle unité : l'unité maritime, l'endroit où il ne voulait surtout pas aller.

### Deuxième saison
Rawls est promu colonel, ce qui est pourtant en partie dû au travail de McNulty sur l’affaire Barksdale. Ce dernier, travaillant désormais à l’unité maritime, découvre un corps de femme dans l’eau. Cette femme a été déclarée assassinée par le médecin légiste, et McNulty s’arrange pour faire revenir l’affaire au service de Bill Rawls, qui ne veut surtout pas de cette affaire pour conserver un taux d’élucidation décent.
Quand treize autres femmes sont découvertes mortes dans un conteneur sur un cargo, c’est également à Rawls que revient l’affaire. Très énervé, celui-ci confie l’affaire à Raymond Cole, puis Bunk Moreland et Lester Freamon (en).
Par la suite, le lieutenant Daniels monte un détachement pour une enquête visant Frank Sobotka, et demande à Rawls une liste de policiers comprenant entre autres Carver, Hauk, McNulty et Gregs. Rawls accepte tous les noms, sauf McNulty, pour se venger de ses coups tordus. Cependant, quand Daniels accepte de reprendre l’enquête sur les corps du container, il fait pression sur Rawls pour obtenir McNulty, ce à quoi il parvient.
À la fin de la saison, l’équipe de Daniels résout l’affaire des cadavres du port. Rawls est par conséquent enchanté, et montre une certaine gratitude envers ce lieutenant.

### Troisième saison
Rawls est promu au poste de commissaire adjoint lorsque Burrell devient commissaire. Durant cette saison on peut le voir présider des réunions hebdomadaires débâtant sur les statistiques des différents districts de Baltimore. Il interroge les commandants sur leur performance au sein de leur district. 
Parallèlement à ces réunions, il commande le lieutenant Daniels.
Dans l'épisode 10, on peut entrevoir le commissaire adjoint à son aise dans un bar gay. Ce qui mène à croire qu'il est probablement gay malgré le fait qu'il ait une femme et une fille comme le suggère la photo sur son bureau apparaissant dans le premier épisode de la saison 1.